# سكوت بريدن
سكوت بريدن (بالإنجليزية: Scott Breeden)‏ هو مدرب كرة القاعدة ‏ أمريكي، ولد في 17 سبتمبر 1937، وتوفي في 21 فبراير 2006.